# Afera dojlidzka
Afera dojlidzka – afera gospodarcza z okresu II Rzeczypospolitej.

## Tło
Po odzyskaniu niepodległości Polska przyznawała obywatelstwo mieszkańcom kontrolowanych przez siebie terenów. Hrabina Zofia Rydygier właścicielka majątku Dojlidy wraz z browarem odmówiła jednak jego przyjęcia, co oznaczało przejście majątku na rzecz państwa. W sierpniu 1919 roku komisariat rządu w Białymstoku poprzez instytucję Głównego Urzędu Ziemskiego wystąpił do Ministerstwa Rolnictwa i Dóbr Państwowych o wprowadzenie w majątku przymusowego zarządu. Minister Franciszek Bardel (PSL „Piast”) polecił realizację tej sprawy okręgowemu oddziałowi Urzędu Ziemskiego w Siedlcach, jednak nie wydał w tej sprawie stosownego rozporządzenia. Urząd w związku z tym odmawiał działania, gdyż nie miał ku temu podstaw prawnych. W okresie wojny polsko-bolszewickiej sprawa przejęcia majątku została odłożona, jednak po rozejmie nowy minister rolnictwa Juliusz Poniatowski (PSL „Wyzwolenie”) ponowił naciski na wprowadzenie zarządu komisarycznego (wciąż jednak nie wydawano w tej sprawie stosownego rozporządzenia).
Ponieważ dotychczasowa właścicielka majątku miała wciąż możliwość dysponowania nim, zdecydowała o sprzedaży. W październiku 1920 roku kupiec Naum Cuker nabył część lasów oraz prawo pierwokupu ich reszty. Wówczas też właścicielka postanowiła o sprzedaży reszty majątku. Rydygier sprzedała majątek Polsko-Amerykańskiemu Bankowi Ludowemu i Towarzystwu Przemysłowo-Leśnemu Dojlidy, które było własnością m.in. tegoż banku.
12 sierpnia 1921 roku jeden z pozostałych właścicieli Towarzystwa zaproponował szefowi Głównego Urzędu Ziemskiego, Władysławowi Kiernikowi (PSL „Piast”), realizację transakcji przez jego urząd, a nie przez urząd okręgowy, czego powodem miał być ograniczony do 20 sierpnia czas ważności kontraktu ze sprzedającym. Kiernik odmówił, jednak po kilku dniach bank ponownie złożył taki sam wniosek, motywując to koniecznością pośpiechu. Zastępca Kiernika poprosił podległy sobie oddział okręgowy o zgodę na przejęcie transakcji. Ostatecznie 17 sierpnia urzędy wyraziły zgodę na transakcję, jednak negocjacje nabywcy z hrabiną Rydygier trwały aż do 31 sierpnia. Za majątek hrabina Rydygier otrzymała 75 mln marek polskich.
Bank zaczął sprzedawać okolicznym chłopom wykupioną ziemię po cenie dwudziestokrotnie wyższej niż koszt zakupu, podczas gdy prawo zabraniało spekulacji w takich sytuacjach. Działania banku zaczęły budzić wówczas zainteresowania prasy, również władze pobliskiego Białegostoku zaczęły zgłaszać pretensje do ziem majątku Dojlidy. Bank usiłował wyciszyć sprawę i sprzedawać ziemię taniej, ale nadal nie znajdował chętnych. Cena była bowiem wciąż ośmiokrotnie wyższa niż rynkowa.

## Afera
14 stycznia 1922 roku Okręgowy Urząd Ziemski w Białymstoku otrzymał wniosek o zatwierdzenie sprzedaży majątku księciu Jerzemu Rafałowi Lubomirskiemu. Kierownik urzędu nie zasięgnął jednak opinii przełożonych z Warszawy i po trzech dniach zezwolił na transakcję, której wartość wyniosła 160 mln marek polskich.
Transakcja wywołała gwałtowną reakcję mediów, a Naum Cuker złożył pozew zaskarżający transakcję. Sąd przychylił się do wniosku i wydał zakaz dalszej sprzedaży i eksploatacji lasów do czasu rozpatrzenia sprawy.
Afera była tematem burzliwej debaty sejmowej 4 kwietnia 1922 roku. Stała się także jednym z głównych punktów debaty o kształcie reformy rolnej i kampanii wyborczej w 1922 roku.